# Diosaccus ezoensis
Diosaccus ezoensis är en kräftdjursart som beskrevs av Ito 1974. Diosaccus ezoensis ingår i släktet Diosaccus och familjen Diosaccidae. Inga underarter finns listade i Catalogue of Life.